# You Are Unstoppable
You Are Unstoppable – singel Conchity Wurst, wydany 5 marca 2015 roku nakładem wytwórni fonograficznej Columbia Records. Utwór został zapowiedziany po raz pierwszy 20 lutego na oficjalnym profilu facebookowym drag queen, a pierwsze wykonanie na żywo singla miało miejsce podczas eurowizyjnego koncertu preselekcyjnego Unser Song für Österreich, transmitowanego na kanale NDR.

## Listy utworów i formaty singla
Digital download
1. „You Are Unstoppable”  – 3:30
2. „You Are Unstoppable” (Instrumental)  – 3:30

## Pozycje na listach
| Lista przebojów               | Pozycja |
| ----------------------------- | ------- |
| Austria (Ö3 Austria Top 40)   | 13      |
| Niemcy (Media Control Charts) | 67      |